# Шилер (вино)
Шилер је, са једне стране, тамније розе вино, док са друге стране представља и слабије „лихт” црвено вино ако га посматрамо као црвено вино.

## Начин производње
После дробљења плавих сорти грожђа, ферментација креће заједно са комином, као код црвених вина, док на пример код белих ферментира се само чист, одвојени сок од грожђа. Након одређеног периода који може да траје и до 24 сата креће одвајање сока од чврсте фазе (комине: љуске и семена грожђа). Даље се ферментација обавља по поступку по коме се добијају бела вина. Оваквим поступком се у функцији времена постиже боја вина. За кратко време екстрактује се мало, а за дуже време знатно више боје из покожице. Екстракција је експоненцијална, пошто количина екстракта зависи од количине алкохола, а он сам настаје процесом врења. Што дуже траје процес то је више црвеније а не бело. Шилер вино тако настаје ако је више црвено него што се привата за розе, а притом довољно провидно да би било задовољавајуће за црно вино.

## Бербе
У Банат су термин Шилер донели Немци. Њихова култура гајења се заснивала на малим виноградима и справљење вина толико да би могао да буде до следеће бербе тј. првог отакања. Берба је јединствена, тј. кад је домаћин одреди и увиди да је време за бербу. Вино може да има мирис руже.
У Швајцарској „Schiller Wine” је ружичасто обојено вино које је произведено од белих и црвених сорти грожђа, које се заједно беру и пресују у исто време. Битан услов је да се обе врсте грожђа обавезно промешају пре процеса ферментације. Швајцарци наводе да је овај обичај још из средњег века.. Разлог за истовремену бербу је био због хладног зимског времена и најезде птица.
У Мађарској ово вино је традиционално вино виноградара. Код њих су стона вина била за пијацу, бела и црна за господу а шилер би припали газди.
Аустрију карактерише вино Schilcher, које је под заштитом као и Шампањац, Коњак итд. Ово вино се производи од древне Блауер Вилдбахер која се налази само на том локалитету у западној Штајерској.

## Банатска традиција
Традиција има специфичан начин припреме. За то служи мали виноград који се налази у поплавној зони реке Тисе, на пешчаном спруду. Једна од карактеристика је да се ради са природним квасцима којој се додаје једна специфичност а то је карбонатна мацерација.
У ширу у врењу се стављају најлепши зрели гроздови. Од ферментације долази до „експлодирања” бобица.
Ово вино је названо шилер заблато, због назива на обали Тисе.